# Two-Face
Two-Face (echte naam: Harvey Dent) is een fictieve superschurk uit de strips van DC Comics. Hij dook voor het eerst op in Detective Comics deel 66. Hij is vooral bekend als een tegenstander van Batman. Het personage werd bedacht door Bob Kane en Bill Finger.
Bob Kane werd geïnspireerd door een filmaffiche waarop geadverteerd werd voor de film Dr. Jekyll and Mr. Hyde van Spencer Tracy. Hierdoor kwam hij op het idee van een slechterik met een gespleten persoonlijkheid. Two-Face was ooit Harvey Dent (hij wordt ook vaak Harvey Two-Face genoemd), openbaar aanklager in Gotham City en hulp van Batman. Nadat een crimineel (Salvatore Maroni, ook wel Boss Maroni) zuur in zijn gezicht had gegooid, was de helft van zijn gezicht verminkt, waardoor Dent de criminele Two-Face werd. Hij beslist wat te doen door een munt op te gooien, gebaseerd op de film Scarface uit 1932.

## Biografie

### Pre-Crisis
Bij zijn debuut in de Batman-strips was Harvey Dent (toen nog met de achternaam Kent, maar dat werd veranderd om verwarring met Superman te voorkomen) een jonge aanklager van de Gotham City rechtbank.
Zijn leven kreeg een dramatische wending toen hij een zaak aanspande tegen de misdaadbaas Salvatore Maroni. Maroni stond terecht voor moord. Als bewijs toonde Harvey de rechter Maroni’s zilveren munt die hij op de plaats van de misdaad had gevonden. Woedend gooide Maroni zwavelzuur richting Dent. Mede door ingrijpen van Batman werd slechts de helft van Harveys gezicht geraakt.
Door het zuur werd de linkerkant van Harvey’s gezicht zwaar verminkt. Zich schamend voor dit nieuwe uiterlijk koos Harvey een leven als misdadiger. Hij bekraste één kant van de munt die hij nog steeds in zijn bezit had. Deze munt zou hij voortaan gebruiken voor het nemen van alle belangrijke beslissingen.
Hij was een van de vele op gimmick gebaseerde stripverhaal-slechteriken, al zijn acties zijn gebaseerd op het nummer 2, zoals het beroven van Gothams tweede bank om 2:00 op 2 februari. In de loop van de jaren 50 verdween hij uit de strips, die een kindvriendelijkere toon begonnen te krijgen. In 1971, toen de Batman-strips weer een duistere setting kregen werd Two-Face teruggebracht en groeide hij zelfs uit tot een van Batmans grootste vijanden.

### Post-Crisis
Na de Crisis on Infinite Earths kreeg ook Two-Face een herziene origine. Zijn obsessie met dualiteit en criminele gedrag werden geportretteerd als resultaat van meerdere persoonlijkheden en een geschiedenis van kindermisbruik. Ook bleek hij de moordenaar van de vader van Jason Todd.
De miniserie Batman: The Long Halloween, die zich afspeelt in Batmans eerste jaren, draaide vooral om de jacht op de Holiday Killer, een onbekende seriemoordenaar en om het driemanschap van Harvey Dent, James Gordon en Batman in hun strijd tegen Carmine Falcone. In de loop van het verhaal wordt Harvey Dent dankzij Maroni met zuur verminkt, waarop hij ontsnapt en ervoor kiest om Falcone met geweld uit de weg te ruimen, waarmee zijn oorsprong als Two-Face een feit geworden is.
In de verhaallijn Batman: Hush is Two-Face een van de vele schurken in Gotham die een rol spelen een plan van Hush en de Riddler om Batman op zijn knieën te krijgen. In ruil hiervoor herstelt Hush zijn gezicht. Dit zorgt ervoor dat de goede persoonlijkheid van Harvey Dent weer de overhand krijgt, waarop hij Gordon waarschuwt en het grote plan op het nippertje mislukt. Als Batman na de Infinite Crisis een jaar lang uit Gotham weg is neemt Dent op zijn verzoek de veiligheid van Gotham waar als vigilante. Na Batmans terugkeer voelt Dent zich echter overbodig, waarop zijn Two-Face persoonlijkheid weer de kop op steekt. Na valselijk beschuldigd te zijn van een serie moorden wordt Dent opnieuw tot waanzin gedreven, waarop hij uiteindelijk zijn linker gezichtshelft weer verminkt en weer Two-Face wordt.

## Uiterlijk en persoonlijkheid
Harveys’ uiterlijk verschilt sterk per tekenaar. Zo varieert bijvoorbeeld per strip de mate waarin zijn gezicht verminkt is, en de kleur van deze verminking. In sommige incarnaties is zijn linkerhand eveneens verminkt.
Harvey heeft een zeer sterk gespleten persoonlijkheid. Aan de ene kant is hij een nietsontziende crimineel, maar aan de andere kant is hij nog altijd de openbare aanklager en aanhanger van rechtvaardigheid. Iedere keer als Harvey voor een morele keuze staat (vaak de vraag of hij een bepaalde misdaad wel of niet moet plegen), tost hij zijn munt: landt de bekraste kant boven, dan kiest Harvey voor slechte of criminele keuze. Landt de niet bekraste kant boven, dan kiest hij voor de eerlijke keuze. Voor Harvey is het tossen van zijn munt de enige manier om een antwoord te krijgen op de vele vragen in het leven, en hij trekt de uitkomst van de tos dan ook nooit in twijfel. Two-Face is zeer gehecht aan de munt wat hem, als hij hem kwijtraakt, tot waanzin brengt.
Ooit ging zijn obsessie met zijn munt zelfs zo ver dat hij Batman had vastgebonden aan een enorme munt en deze vervolgens in de lucht liet gooien (Batman: The Animated Series)

## In andere media

### Films
- Een nog niet verminkte Harvey Dent werd gespeeld door Billy Dee Williams in de film Batman uit 1989. Williams nam de rol omdat hij al vermoedde dat de producers in een eventuele sequel Harvey wilden veranderen in Two-Face. Toen Two-Face daadwerkelijk verscheen in de film Batman Forever, werd hij gespeeld door Tommy Lee Jones. Williams kreeg dankzij zijn contract wel betaald voor het gebruik van het personage, ondanks dat hij de rol niet vertolkte.
- In Batman Forever wordt Two-Face’s verleden maar heel kort onthuld in een nieuwsbericht. Over wraak op Maroni wordt niet gerept in de film; Two-Face lijkt geobsedeerd van wraak op Batman die niet voorkomen kon dat hij verminkt raakte. Om dit te bereiken veroorzaakt hij onder meer de dood van de ouders van Dick Grayson en werkt hij samen met de Riddler. Dick wordt door Bruce Wayne in huis genomen en wordt Robin. Ondanks zijn wraakgevoelens besluit Robin, wanneer hij de kans krijgt, om Two-Face alsnog niet te vermoorden (een plotlijn die sterk lijkt op de geschiedenis van Two-Face in de strips, met de tweede Robin, Jason Todd). Two-Face lijkt aan het eind van de film aan zijn einde te komen. Deze versie van Two-Face was wat meer gimmick-gericht: hij sprak over zichzelf in eerste persoon meervoud ("wij" in plaats van "ik"), en bleef in één scene met zijn munt tossen totdat hij de uitkomst kreeg die hem beviel.
- Harvey Dent en zijn alter-ego Two-Face komen ook voor in de film The Dark Knight. De rol wordt hierin vertolkt door Aaron Eckhart. Bij aanvang van de film is Harvey nog niet verminkt en helpt hij Batman en luitenant Gordon met de jacht op de gangsters en later op de Joker. Door zijn succes staat hij bekend als Gothams "witte ridder", en hij heeft een relatie met Rachel Dawes (die heimelijk Bruce Waynes grote liefde is). Harvey en Rachel worden door de mannen van de Joker ontvoerd en op aparte locaties opgesloten met een tijdbom. Batman weet Dent net op tijd te redden, maar door de ontploffing, waarbij de benzine op Dents gezicht vlam vat, wordt Dent verminkt. De politie slaagt er niet in Rachel op tijd te redden. Dent noemt zich hierna Two-Face, een bijnaam die hij had toen hij op Interne Zaken werkte. De Joker overtuigt hem wraak te nemen op iedereen die medeschuldig is aan de tragedie, door hen allemaal ook een kans van 50% te geven. De Joker en een van de corrupte agenten hebben geluk; een andere agent en de chauffeur van Maroni niet (of Maroni dat overleeft is onbekend). Daarna gijzelt hij Gordons gezin om Gordon ook zijn dierbaarste persoon af te nemen, maar Batman stopt hem net op tijd. Two-Face valt hierbij dood.
- Two-Face verschijnt in LEGO minifiguur-vorm in The Lego Batman Movie als korte rol. De stem van Two-Face werd ingesproken door Billy Dee Williams die naar 28 jaar weer terug keerde in de rol van Harvey Dent nadat hij de rol vertolkte in Batman uit 1989. De Nederlandse stem voor de film werd ingesproken door Frans Limburg en Thijs van Aken.
- Harvey Dent verschijnt als de openbare aanklager tijdens de rechtszaak van Arthur Fleck in de film Joker: Folie à Deux uit 2024. Dent verandert niet in Two-Face in deze film, al raakt zijn gezicht wel beschadigd bij een explosie.

### Series
- Two-Face was een regelmatig terugkerend personage in de animatieseries Batman: The Animated Series en The New Batman Adventures. In deze series leidde Harvey al voor zijn verminking aan een psychologisch trauma veroorzaakt door jarenlange onderdrukking van zijn woede. Dit had vaak woede-uitbarstingen tot gevolg. Omdat Harvey merkte dat het fout ging, nam hij therapie waarbij zijn tweede persoonlijkheid uiterst agressief bleek. Wanneer Rupert Thorne hierachter komt, tijdens Harveys campagne voor herverkiezing, tracht hij Harvey te chanteren. Hierbij komt Harveys tweede persoonlijkheid weer boven die Thorne aanvalt om hem de bewijsstukken met geweld af te nemen. Thorne vluchtte en rende over een brug die boven vaten met zuur hing. Batman voorkwam dat Harvey neergeschoten werd, maar raakte twee stroomkabels die in het zuur terechtkwamen. Het vat ontplofte en Harvey werd geraakt en zijn gezicht werd verminkt. Batman gaf zichzelf hier de schuld van en bracht hem naar een ziekenhuis, waar Harvey Dent Two-Face werd.
- Two-Face werd niet gebruikt voor de Batman televisieserie uit de jaren 60, omdat de producenten hem te angstaanjagend vonden.
- In de live-action televisieserie Gotham verschijnt Harvey Dent maar verandert hij niet in Two-Face. Hij werd voor de televisieserie gespeeld door Nicholas D'Agosto.

### Computerspellen
- Two-Face komt voor in het spel Batman: Arkham City waar hij Catwoman gevangen heeft genomen. Hij is de eerste aartsvijand van Batman die in het spel wordt verslagen door hem.
- Two-Face komt voor in het spel Batman: Arkham Knight waar hij een vijand is die meerdere misdaden pleegt in de stad Gotham. In beide videospellen werd Two-Face ingesproken door Troy Baker.